# Carl Barât
Carl Ashley Raphael Barât (* 6. Juni 1978 in Basingstoke) ist ein britischer Musiker. Er war Gitarrist und Sänger der Rockband Dirty Pretty Things und ist neben Pete Doherty Frontmann der Band The Libertines.

## Jugend
Barât verbrachte einen Teil seiner Kindheit in einer Kommune in Somerset, wo seine der Friedensbewegung zugehörige Mutter lebte, den anderen Teil bei seinem Vater. Nach der Trennung seiner Eltern heiratete sein Vater, ein Fabrikarbeiter, später Barâts heutige Stiefmutter Carole. Barâts Schwester Lucie ist Schauspielerin und Sängerin der Band The Fay Wrays.

## The Libertines
Im Jahr 1996 lernte Barât Pete Doherty kennen, da er mit dessen Schwester Amy-Jo zusammen Schauspiel an der Universität in Uxbridge studierte. Bald darauf gründeten sie die Band The Libertines, deren erstes Album Up the Bracket 2002 erschien. Bereits ein Jahr später kam es zu tiefgreifenden Konflikten zwischen den Musikern. Doherty war in Barâts Wohnung eingebrochen und hatte Wertgegenstände gestohlen, um damit seine Drogensucht zu finanzieren. Barât warf Doherty 2003 aus der Band. Nachdem Doherty eine Haftstrafe abgesessen hatte, wurde er jedoch wieder in die Band aufgenommen. Dennoch blieb das Verhältnis während der kommenden Aufnahmen des zweiten Albums The Libertines äußerst angespannt, und 2004 wurde Doherty, der seine Drogenprobleme nicht in den Griff bekam, wiederum aus der Band ausgeschlossen. Am Jahresende 2004 löste Barât die Libertines schließlich endgültig auf. Im Jahr 2010 gab es eine Reunion der Band. Im September 2015 erschien das dritte Studioalbum der Libertines, Anthem For Doomed Youth, dessen Songtexte von Doherty und Barât geschrieben wurden.

## Dirty Pretty Things
2005 gründete Carl Barât eine neue Band, die Dirty Pretty Things zusammen mit einigen ehemaligen Mitgliedern der Libertines (Gary Powell, Anthony Rossomando), sowie mit Didz Hammond von The Cooper Temple Clause.
Ihre ersten Shows spielten sie in Italien und Paris im Oktober 2005, bevor sie im November 2005 ihr Debütalbum in Los Angeles, Kalifornien aufnahmen. Produziert wurde es von Dave Sardy, der zuvor schon mit Supergrass, Jet, Marilyn Manson, The Rolling Stones und Oasis gearbeitet hatte. Das Album, mit dem Namen Waterloo to Anywhere erschien am 8. Mai 2006. Die erste Single daraus, „Bang Bang You’re Dead“, erschien am 24. April 2006. Das zweite Album, Romance at Short Notice wurde im Juni 2008 veröffentlicht. Kurz darauf trennte sich die Band, um neue musikalische Wege einzuschlagen.

## Solokarriere
Nach seiner Zeit bei The Libertines und den Dirty Pretty Things widmete sich Barât zunehmend seiner Solokarriere. 2010 gaben The Libertines im Vorfeld auf den Festivals von Leeds und Reading selbst Konzerte, was von ihnen selbst als Comeback dargestellt wurde. Barât hat am 4. Oktober 2010 sein erstes Soloalbum mit seinem Namen als Titel veröffentlicht. 2015 folgte Album Nummer zwei Let It Reign mit seiner neuen Begleitband The Jackals.

## Carl Barât auf Arte
Carl Barât wurde zusammen mit dem Sänger Adam Green eine 60-minütige Folge der Serie Durch die Nacht mit … gewidmet. In der Folge wurde den beiden auf Kneipen- und Galerietour durch London mit der Kamera auf Schritt und Tritt gefolgt.

## Schauspiel
In dem Filmdrama For This Is My Body (2016) mimt Carl Barât einen dem Alkoholmissbrauch verfallenen Rockstar. Seine Filmpartnerin ist Audrey Bastien.

## Privatleben
Barât hat zwei Söhne mit der britischen Sängerin Edie Langley, Eli Barât (* 2010) und Ramone Barât (* 2014).